# Tour de Lombardie 1960
La 54e édition du Tour de Lombardie a eu lieu le 16 octobre 1960. Le parcours s'est déroulé entre Milan et Milan sur une distance de 226 kilomètres. La course a été remportée par le coureur belge Émile Daems.

## Présentation

### Parcours
Il s'agit de la dernière édition où le départ et l'arrivée se situent à Milan. En effet, depuis la création de l'épreuve en 1905, la course avait toujours connu son départ et son arrivée dans la capitale lombarde.

## Déroulement de la course
Le jeune sprinteur belge Emile Daems remporte la course parmi un groupe de huit coureurs.

## Classement final
| Place | Coureur          | Équipe         | Temps           |
| ----- | ---------------- | -------------- | --------------- |
| 1     | Emile Daems      | Philco         | 5 h 33 min 46 s |
| 2     | Diego Ronchini   | Bianchi        | m.t.            |
| 3     | Marino Fontana   | San Pellegrino | m.t.            |
| 4     | Michel Stolker   | Radium         | m.t.            |
| 5     | Ezio Pizzoglio   | San Pellegrino | m.t.            |
| 6     | Romeo Venturelli | Fides          | m.t.            |
| 7     | Carlo Brugnami   | Torpado        | m.t.            |
| 8     | Imerio Massignan | Legnano        | m.t.            |
| 9     | Silvano Ciampi   | Philco         | à 2 min 31 s    |
| 10    | Rino Benedetti   | Ghigi          | m.t.            |